# スイ族

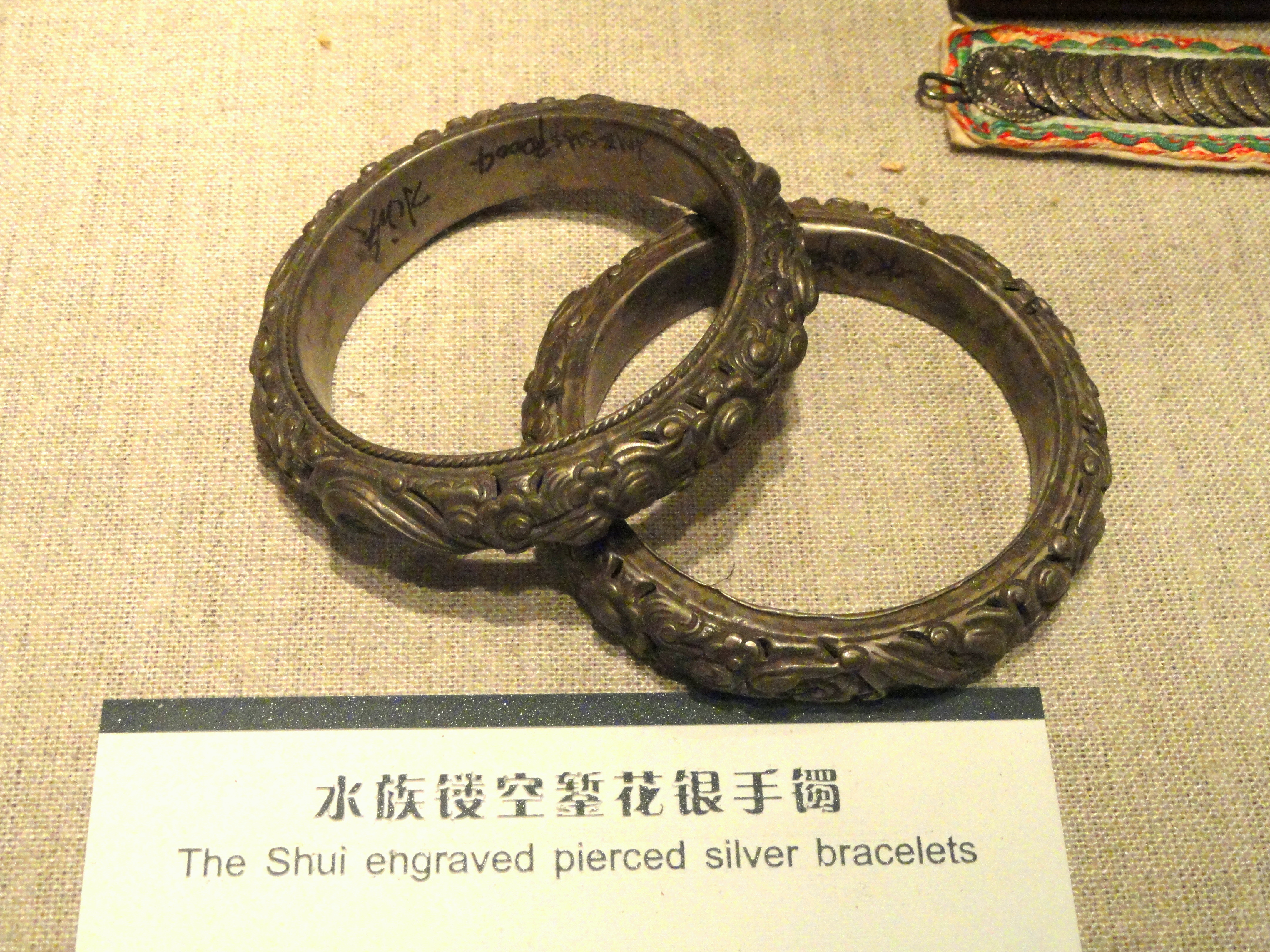
スイ族のブレスレット

スイ族（‐ぞく、水族、拼音: Shǔizú ショイズ）は、中華人民共和国貴州省、広西チワン族自治区からベトナムにかけて住む少数民族。自称は「アイ・スイ」（「水辺の人」の意）。

## 概要
タイ・カダイ語族の中でもタイ祖語の形を最も保存しているといわれるスイ語を話す。漢字を逆転したような表意文字の水書（ル・スイ）という固有文字を持つが語彙は少なく、日常的には使われず、「水書先生」と呼ばれる知識人が使うなど限定的使用に留まる。「水書」を発明したとされる伝説的な神がいて、「水書先生」の年中行事では主神として祀られる。
百越に駱越が混血した集団であると考えられ、漢族から「水家」「水家苗」と呼ばれる。平地の少ない貴州の川沿いで水稲耕作を主とする。

## 歴史
現在の居住地域に定着したのは宋代に入ってからであり、今日は貴州省黔南プイ族ミャオ族自治州三都スイ族自治県を中心として約40万人が居住する（2000年）。
他民族との交流が古くから盛んで、特に漢族との接触により中国語を使う若者が増え、スイ語を話さなくなった地域もある。

## 文化
女性は鮮やかな青い民族衣装を着る。数多くの銅鼓を保有して先祖祭祀に使われる。10月から11月にかけてスイ族の暦に従って各地で先祖祭祀の端節（トゥワンチエ）が行われる。真夜中に銅鼓に供物を捧げて、家の祖先棚の前に置いて女性が叩いて、祖先の霊を慰める。最近亡くなった死者に対しては、正面の祭壇に遺影を掲げ、弔文を漢字で書いて捧げ、沢山の供物や亡くなった人のゆかりの品が飾られて供養をする。昼間には若者が「賽馬」（競馬）を行い、若い男女は歌垣をする。民族の人口はさほど多くないが、比率で換算すると保有する銅鼓の数は少数民族の中で最も多い。大きな石や変わった形の巨石を崇拝し、子授けの祈りをする。 
姓は「廖」「潘」「呉」などが多く、「蒙」と名乗る貴族に統治されていた。

## 中国におけるスイ族の自治地域

### 自治県
- 貴州省
  - 三都スイ族自治県

### 民族郷
- 黎平県
  - 雷洞ヤオ族スイ族郷
- 榕江県
  - 三江スイ族郷
  - 仁里スイ族郷
  - 塔石ヤオ族スイ族郷
  - 定威スイ族郷
  - 興華スイ族郷
  - 水尾スイ族郷
- 雷山県
  - 達地スイ族郷
- 都勻市
  - 帰蘭スイ族郷
- 茘波県
  - 黎明関スイ族郷
- 富源県
  - 古敢スイ族郷

## スイ族出身の著名人
- 周韋彤 - 貴州省出身のファッションモデル。日本でもCicaの名前で活動している。
- 潘新簡 - 清末のスイ族の蜂起の指導者。